# Schlimia alpina
Schlimia alpina är en orkidéart som beskrevs av Heinrich Gustav Reichenbach och Josef Ritter von Rawicz Warszewicz. Schlimia alpina ingår i släktet Schlimia och familjen orkidéer. Inga underarter finns listade i Catalogue of Life.